# Tubbagöl
Tubbagöl är en sjö i Växjö kommun i Småland och ingår i Mörrumsåns huvudavrinningsområde. Sjöns area är 0,015 kvadratkilometer och den befinner sig 210 meter över havet.